# Siphocampylus pilosus
Siphocampylus pilosus är en klockväxtart som beskrevs av Henry Allan Gleason. Siphocampylus pilosus ingår i släktet Siphocampylus och familjen klockväxter.
Artens utbredningsområde är Colombia. Inga underarter finns listade i Catalogue of Life.